# Illény
Illény (románul: Ileni), falu Romániában, Erdélyben, Brassó megyében.

## Fekvése
Fogarastól délre fekvő település.

## Története
Illény nevét 1511-ben említette először oklevél Ilyen, Illény neveken. További névváltozatai: 1534-ben Illien, Jelne, 1603-ban Ilény, 1677-ben Illyeni, 1760–1762 között Illyén, 1808-ban Illyén, Elisdorf, Ilie, 1861-ben Ilyén, 1888-ban Ilén (Ileni),  1909-ben Ileni, Illény, 1913-ban Illény.
A trianoni békeszerződés előtt Fogaras vármegye Fogarasi járásához tartozott. Az 1850-ben végzett népszámláláskor 947, 1869-ben 1022, 1880-ban 981, 1890-ben 1009, 1900-ban 1072 lakosa volt.
1910-ben 1110 lakosából 22 magyar, 1086 román volt. Ebből 1072 görögkatolikus, 19 görögkeleti ortodox volt. Az 1992-es népszámláláskor 818 lskosa volt melynek 91,4%-a román volt. A 2002 évi népszámláláskor 725 lakosának 81,4%-a román, 0,1%-a magyar volt.

## Források

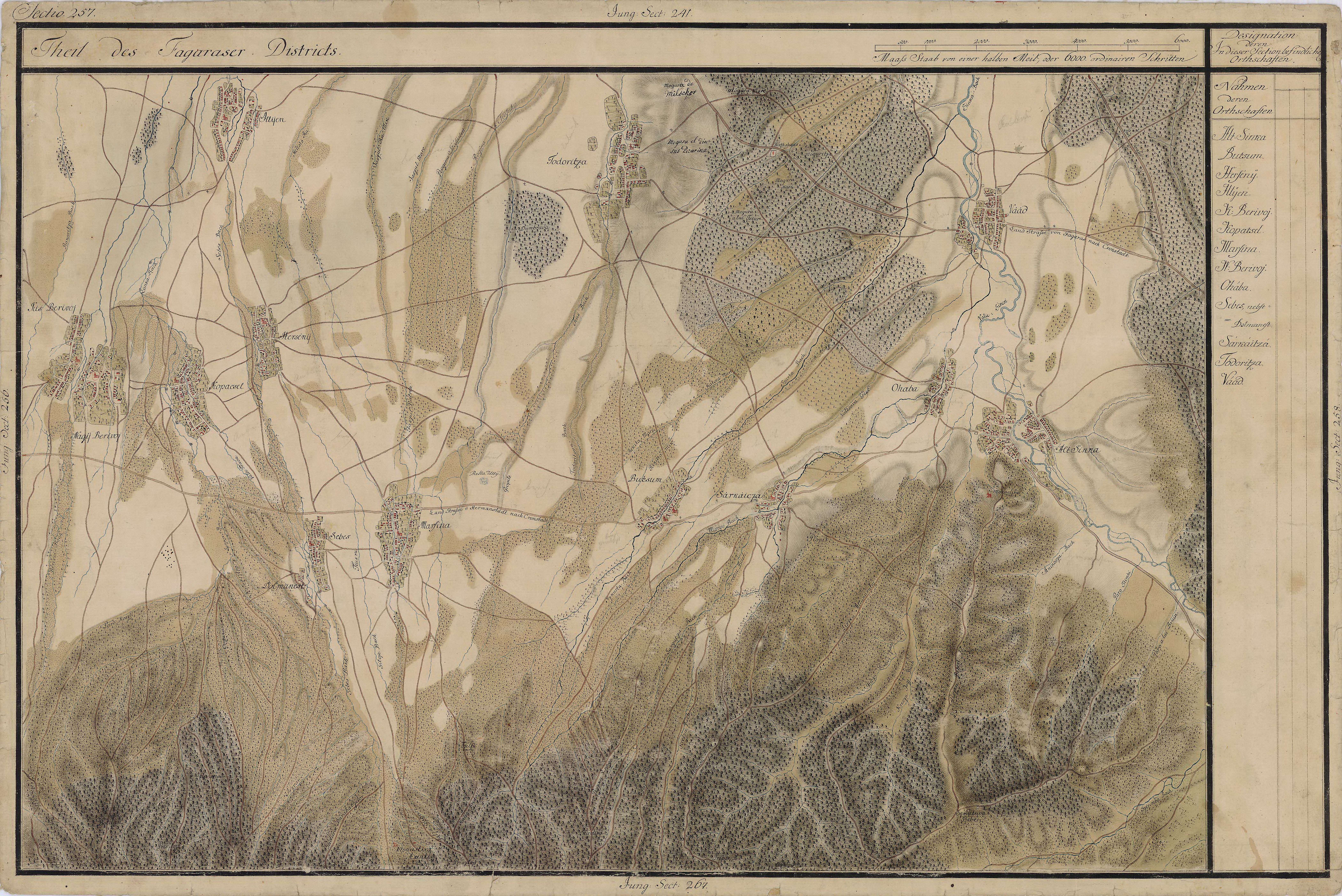
Illény egy régi fényképen